# Лаїцизм
Лаїцизм (від фр. laïcité) — французький рух за секуляризацію суспільного життя країни; процес, в ході якого релігійні догми, інститути і практики втрачають їх раніше високе соціальне значення. Основна вимога цього руху — усунення впливу релігії в різних сферах суспільства. У ширшому сенці цього слова лаїцизм — рух за звільнення суспільства від впливу релігії.
Саме поняття лаїцизму фактично нічим не відрізняється від секуляризації, проте воно має велику національну специфіку. Термін лаїцизм найбільш поширений у Франції, а також інших франкомовних країнах і регіонах (Бельгія, Швейцарія, Канада), де принципи лаїцизму часто наводяться для обґрунтування заборони на використання будь-яких яскраво виражених релігійних символів в освітніх установах (це стосується як демонстрації християнських хрестів, так і носіння хіджабу або паранджі мусульманами в громадських місцях). Одне з основних втілень ідей лаїцизму у Франції - Закон про відокремлення церкви і держави 1905 року.